# Muhammad VIII av Granada
Muhammad VIII av Granada, död 1431, var sultan av Granada 1417–1419 och 1427–1429.
Hans mor Umm al-Fath (I), tillsammans med viziren Yamin, arbetade för att stödja honom genom en diplomatisk korrespondens med Aragoniens regent Maria och Portugals drottning Filippa.